# Anatoli Mysjkin
Anatoli Dmitrijevitsj Mysjkin (Russisch: Анатолий Дмитриевич Мышкин) (Sylva, Oblast Sverdlovsk, 14 augustus 1954) was een Sovjet-basketbalspeler. Hij heeft verschillende onderscheidingen gekregen waaronder Meester in de sport van de Sovjet-Unie (1981). Hij studeerde af aan het Oeral Polytechnisch Instituut en het Regionaal Instituut voor Lichamelijke Opvoeding in Moskou. Hij kreeg de onderscheiding Trainer van Rusland in 1986. Zijn rang was kolonel van het Russische leger. Hij was lid van de CPSU. Hij kreeg de Orde van de Vriendschap (Sovjet-Unie) en het Ereteken van de Sovjet-Unie.

## Carrière
Mysjkin begon zijn loopbaan vanaf 1970 tot 1976 bij Oeralmasj Sverdlovsk onder coach Aleksandr Kandel. Daarna speelde Mysjkin voor CSKA Moskou van 1976 tot 1984. In 1985 speelde Mysjkin nog een jaar voor Dinamo Moskou. Mysjkin speelde voor het nationale team van de Sovjet-Unie van 1973 tot 1982.
Mysjkin begon als assistentcoach bij het vrouwenteam van CSKA Moskou van 1986 t/m 1988. Van 1988 t/m 2001 was hij de hoofdcoach van het vrouwenteam van CSKA Moskou. Hij werd kampioen van de Sovjet-Unie in 1989 en was kampioen van Rusland van 1992 tot 1997. Ook won hij de Ronchetti Cup in 1989 en 1997. Die overwinning in 1997 was het eerste succes van een Russisch team in de Europese beker.
Mysjkin was hoofdtrainer van het nationale team voor vrouwen van Rusland van 1992 t/m 1993, van 1996 t/m 1997 en van 2013 tot 2015.
Na zijn periode als hoofdcoach van het vrouwenteam van CSKA Moskou werd hij coach bij het mannenteam van Arsenal Toela van 2001 tot 2004. Mysjkin tekende voor een jaar als coach bij Universitet-Joegra Soergoet. Na dat jaar was hij hoofdcoach van het vrouwenteam van Dinamo Koersk van 2007 tot 2008.
Later ging hij werken als commentator en deskundige op tv bij NTV-Plus Basketball.

## Erelijst
- Landskampioen Sovjet-Unie: 8
  - Winnaar: 1977, 1978, 1979, 1980, 1981, 1982, 1983, 1984
- Olympische Spelen:
  - Brons: 1976, 1980
- Wereldkampioenschap: 1
  - Goud: 1982
  - Zilver: 1978
- Europees Kampioenschap: 2
  - Goud: 1979, 1981
  - Zilver: 1977
  - Brons: 1973, 1983
- Vriendschapsspelen: 1
  - Goud: 1984

## Speler
4 Salumets ·
5 Paulauskas  ·
6 Sakandelidze ·
7 Miloserdov ·
8 Bolosjev ·
9 Edesjko ·
10 Belov ·
11 J. Kovalenko ·
12 Mysjkin ·
13 Djatsjenko ·
14 Pavlov ·
15 S. Kovalenko ·
Coach: Kondrasjin
· Assistent-coach: Basjkin
· Assistent-coach: Portnych
4 Arzamaskov ·
5 Salnikov ·
6 Miloserdov ·
7 Zjarmoechamedov ·
8 Makejev ·
9 Edesjko ·
10 S. Belov  ·
11 Tkatsjenko ·
12 Mysjkin ·
13 Korkia ·
14 A. Belov ·
15 Zjigili ·
Coach: Kondrasjin
· Assistent-coach: Basjkin
· Assistent-coach: Portnych
4 Jerjomin ·
5 Petrakov ·
6 Miloserdov ·
7 Salnikov ·
8 Arzamaskov ·
9 Chartsjenkov ·
10 Belov  ·
11 Tkatsjenko ·
12 Mysjkin ·
13 Korkia ·
14 Bilostinnyj ·
15 Zjigili ·
Coach: Gomelski
· Assistent-coach: Ozerov
· Assistent-coach: 
4 Jerjomin ·
5 Bolosjev ·
6 Lopatov ·
7 Zjarmoechamedov ·
8 Salnikov ·
9 Edesjko ·
10 Belov  ·
11 Tkatsjenko ·
12 Mysjkin ·
13 Jovaiša ·
14 Bilostinnyj ·
15 Zjigili ·
Coach: Gomelski
· Assistent-coach: Ozerov
· Assistent-coach: 
4 Jerjomin ·
5 Chomičius ·
6 Tarakanov ·
7 Zjarmoechamedov ·
8 Lopatov ·
9 Edesjko ·
10 Belov  ·
11 Tkatsjenko ·
12 Mysjkin ·
13 Salnikov ·
14 Bilostinnyj ·
15 Zjigili ·
Coach: Gomelski
· Assistent-coach: Ozerov
· Assistent-coach: 
4 Jerjomin ·
5 Miloserdov ·
6 Tarakanov ·
7 Salnikov ·
8 Lopatov ·
9 Derioegini ·
10 Belov  ·
11 Tkatsjenko ·
12 Mysjkin ·
13 Jovaiša ·
14 Bilostinnyj ·
15 Zjigili ·
Coach: Gomelski
· Assistent-coach: Ozerov
· Assistent-coach: 
4 Jerjomin  ·
5 Kapoestin ·
6 Tarakanov ·
7 Salnikov ·
8 Lopatov ·
9 Derioegini ·
10 Valters ·
11 Tkatsjenko ·
12 Mysjkin ·
13 Jovaiša ·
14 Bilostinnyj ·
15 Fesenko ·
Coach: Gomelski
· Assistent-coach: Blik
· Assistent-coach: 
4 Jerjomin  ·
5 Enden ·
6 Tarakanov ·
7 Sabonis ·
8 Lopatov ·
9 Derioegini ·
10 Valters ·
11 Tkatsjenko ·
12 Mysjkin ·
13 Jovaiša ·
14 Bilostinnyj ·
15 Chomičius ·
Coach: Gomelski
· Assistent-coach: Selichov
· Assistent-coach: Edesjko
4 Jerjomin  ·
5 Enden ·
6 Tarakanov ·
7 Sabonis ·
8 Lopatov ·
9 Derioegini ·
10 Valters ·
11 Pankrasjkin ·
12 Mysjkin ·
13 Jovaiša ·
14 Bilostinnyj ·
15 Chomičius ·
Coach: Gomelski
· Assistent-coach: Selichov
· Assistent-coach: 
4 Jerjomin  ·
5 Kurtinaitis ·
6 Tarakanov ·
7 Sabonis ·
8 Lopatov ·
9 Tichonenko ·
10 Valters ·
11 Tkatsjenko ·
12 Mysjkin ·
13 Jovaiša ·
14 Bilostinnyj ·
15 Chomičius ·
Coach: Gomelski
· Assistent-coach: 
· Assistent-coach: 

## Coach
4 Baranova ·
5 Koeznetsova ·
6 Marilova ·
7 Kardakova ·
8 Boermistrova ·
9 Tsjerkasjeva ·
10 Psjikova ·
11 Michajlova ·
12 Sjoenejkina ·
13 Sjakirova ·
14 Zaboloejeva ·
15 Chodakova ·
Coach: Mysjkin
· Assistent-coach: Koloskov
· Assistent-coach: 
4 Abrosimova ·
5 Gavrilova ·
6 Roetkovskaja  ·
7 Marilova ·
8 Baranova ·
9 Foertseva ·
10 Archipova ·
11 Stepanova ·
12 Konovalova ·
13 Boermistrova ·
14 Psjikova ·
15 Zaboloejeva ·
Coach: Mysjkin
· Assistent-coach: 
· Assistent-coach: 
4 Namok ·
5 Beljakova  ·
6 Logoenova ·
7 Koezina ·
8 Kirillova ·
9 Beglova ·
10 Prince ·
11 Vieru ·
12 Osipova ·
13 Sapova ·
14 Tichonenko ·
15 Vadejeva ·
Coach: Mysjkin
· Assistent-coach: Sjakirova
· Assistent-coach: Artemjev